# J/TPS-100
J/TPS-100は、航空自衛隊のレーダー装置。レーダーサイトを補完して機動的に運用される移動式3次元レーダーであり、M-3Dと称される。製造は日本電気であり、初号機は1971年に納入された。

## 来歴
航空自衛隊では、第2次防衛力整備計画の重点事項として自動警戒管制組織（BADGE）の建設を進めるとともに、これと組み合わせるレーダーサイト用の3次元レーダーとしてJ/FPS-1（F-3D）の導入を図っていた。一方、航空自衛隊による航空警戒管制組織の運用が開始された当初から、航空脅威の増大に対する抗堪性や低空目標監視能力の不足などに対応するための移動警戒管制システムの必要性が訴えられてきた。2次防ではBADGE関連事業が優先されたために棚上げされていたが、これらの事業が一段落すると、移動警戒管制システムの整備が本格的に検討されるようになった。
1966年3月には移動警戒隊の運用構想等が具体化するとともに、翌1967年3月にかけて、日本電気と三菱電機、東芝に対して、国産化検討調査依頼が行われた。これら3社はJ/FPS-1の開発の際にも委託研究を受注しており、日電はFRESCAN方式、三電は位相差方式、東芝はDefocus方式を提案して、三電が採択されたという経緯があった。これに対し、本機の開発では日電の提案が採択されることになり、1968年10月に決定された。移動式3次元レーダーとして、M-3Dと称された。既にJ/FPS-1（F-3D）の技術研究開発は1963年より開始されており、これによって得られた基礎技術や、コンピュータを使用した信号処理技術を流用できたことから、M-3Dでは技術研究本部による技術研究開発を行うことなく、量産本機を取得することとされた。

## 設計
1966年3月にまとめられた最初の移動警戒隊運用構想案では、移動警戒隊は防空指令所（DC）の代替機能としての役割を求められていた。これに伴い、本機では、レーダー装置とともに指揮管制装置も構成に入っていた。その他、各種通信装置や発動発電機（10台）などで構成され、車両は2トン半トラック40両余り、人員は約70名を要する大規模なシステムとなった。ただし移動警戒隊として、車両の自走展開のほか、V-107ヘリコプターおよび当時開発中の次期輸送機（後のC-1）による空輸展開にも対応するように求められた。
上記の経緯より、レーダーは3次元式とされた。受信方式は2重スーパーヘテロダインで、アンテナはパッシブ・フェーズドアレイ（PESA）型である。期待する性能としては当時運用されていたJ/FPS-20J捜索レーダーおよびJ/FPS-6J測高レーダーと同等ながら、測高精度や同時処理目標数は緩やかな値とされた。信号処理は、探知・追尾が自動的に処理され、要撃機と目標機とのペアリング機能も有していた。
指揮管制装置は、手動DC機能を発揮するため、エアシェルターで組み立てられた運用室に、監視管制用コンソール、航跡表示板、対空無線および地上無線の端末装置等が収納されていた。また通信装置は、DCや隣接するSS、他の移動警戒隊、飛行部隊等との連携及び要撃機等との交信のため必要な装備を保有していた。なお運用方法では、BADGEとの自動連接は見送ることとされた。

## 運用史
1971年3月、入間基地において初号機が納入され、翌月より航空実験団による実用試験が開始された。当時、技術研究本部第1研究所の飯岡支所においてJ/FPS-1の実用試験が最終段階に差し掛かっており、本機の実用試験も同地で同時に行われたことで、J/FPS-1の試作機とその試験班の協力を得ることができた。その後、同年9月より母基地の三沢基地に移動して試験が継続され、12月1日には同地において臨時第1移動警戒隊が新設された。
臨時第1移動警戒隊の最初の任務は、輪島分屯基地のレーダー換装に伴う中断対処であった。同基地では昭和47年度よりレーダーをJ/FPS-20からJ/FPS-1に換装する予定であったが、先に換装した他の基地と異なり、オペレーション地区が極めて狭いために新旧レーダーを並行して運用する移行期間を設けることができず、J/FPS-20を撤去した跡にJ/FPS-1を設置することになっていた。しかし同地は日本海側正面の重要サイトであるために警戒の中断期間を生じさせる訳にはいかず、当初は教導高射隊の捜索レーダーを活用する案も検討されたものの、最終的に臨時第1移動警戒隊のJ/TPS-100を展開することとなった。同隊は未だ任務付与もされていない臨時編成部隊であったことから、「北空司令官は臨時第1移動警戒隊の輪島移動訓練を実施し、中空司令官はこれに対する支援を行うとともにレーダー情報の活用を図る」ということになった。
1972年9月20日、臨時第1移動警戒隊輪島訓練隊は人員39名、トラック15両に器材を満載して三沢基地を出発、約1,000キロを走破して23日には輪島分屯基地に到着し、10月18日より電波を出して訓練運用を開始した。1973年2月末に行われた航空総隊の能力評価では、24時間連続運用で器材に不具合が生じて不合格となったが、5月下旬の再評価では合格となった。輪島移動訓練は、1974年3月末にJ/FPS-1の設置が完了するまで継続された。